# Colonias de Cernícalo Primilla de Brozas
Colonias de Cernícalo Primilla de Brozas este o arie protejată (arie de protecție specială avifaunistică — SPA) din Spania întinsă pe o suprafață de 65,71 ha, integral pe uscat.

## Localizare
Centrul sitului Colonias de Cernícalo Primilla de Brozas este situat la coordonatele 39°36′48″N 6°46′31″W / 39.613333°N 6.775278°V.

## Înființare
Situl Colonias de Cernícalo Primilla de Brozas a fost declarat arie de protecție specială avifaunistică în decembrie 2004 pentru a proteja 3 specii de animale.

## Biodiversitate
Situată în ecoregiunea mediteraneană, aria protejată nu include niciun habitat protejat.
La baza desemnării sitului se află mai multe specii protejate de  păsări (3): barză albă (Ciconia ciconia), Falco naumanni, ciuf-pitic (Otus scops).
Pe lângă speciile protejate, pe teritoriul sitului au mai fost identificate 2 specii de păsări, 1 specie de mamifere.